# Hrvatski biografski leksikon
Хорватський біографічний лексикон (хорв. Hrvatski biografski leksikon) — багатотомна біографічно-бібліографічна енциклопедія хорватською мовою, видана Лексикографічним інститутом ім. Мирослава Крлежі. Містить вичерпні біографії видатних хорватів, а також іноземців, які брали участь у громадському житті Хорватії та залишили свій слід в історії Хорватії. Наводить обставини, в яких вони творили, та їхні твердження про свою працю. У заголовних даних, окрім прийнятого прізвища та імені, в дужках наведено інші форми, здебільшого ті, під якими дана особа висвітлюється в інших виданнях інституту. Якщо різні форми трапляються тільки в архівних документах, вони за потреби наводяться у відповідному місці статті.
Проєкт, запущений у 2-й половині 1970-х рр., включає життєписи осіб, які народилися до 1945 р. Біографії народжених після 1945 р. та тих, хто хоч і народився раніше, але буде виявлений пізнішими дослідженнями, потраплять до додаткового тому. Наразі вийшло вісім томів загальною кількістю 6 221 сторінка, на яких уміщено понад 11 тис. статей та близько 4 тис. ілюстрацій, що не є остаточним числом. Головним редактором першого тому був Никиця Колумбич, другого тому — Александар Стипчевич, а з 1990 р. і аж по восьмий том головним редактором був Трпимир Мацан. Редактором дев'ятого тому має бути Никша Лучич.
Чимало біографій у Лексиконі було досліджено та оприлюднено вперше.

## Томи
| Том | Позначення | Рік    | Гол. редактор        | К-сть стор. | ISBN               |
| --- | ---------- | ------ | -------------------- | ----------- | ------------------ |
| 1   | A–Bi       | 019830 | Никиця Колумбич      | 800         | ISBN 9536036169    |
| 2   | Bj–C       | 1989   | Александар Стипчевич | 784         | ISBN 8670530155    |
| 3   | Č–Đ        | 1993   | Трпимир Мацан        | 779         | ISBN 9536036185    |
| 4   | E–Gm       | 1998   | Трпимир Мацан        | 766         | ISBN 9536036193    |
| 5   | Gn–H       | 2002   | Трпимир Мацан        | 775         | ISBN 9536036207    |
| 6   | I–Kal      | 2005   | Трпимир Мацан        | 761         | ISBN 9536036215    |
| 7   | Kam–Ko     | 2009   | Трпимир Мацан        | 842         | ISBN 9789532680096 |
| 8   | Kr–Li      | 2013   | Трпимир Мацан        | 714         | ISBN 9789532680287 |
| 9   | Lo–Marj    | 2021   | Никша Лучич          | 701         | ISBN 9789532680638 |

### Мережеве видання
Вибрані статті 7-го тому «Хорватського біографічного лексикону» доступні в цифровій формі на Порталі знань Лексикографічного інституту ім. Мирослава Крлежа. Рівнобіжно з розвитком електронної версії Хорватської енциклопедії розширюється зміст інших таких онлайн-публікацій. Таким чином, зміст порталу Хорватського біографічного лексикону доповнено статтями першого тому і триває робота над статтями в інших томах. «Хорватський біографічний лексикон» призначено для найширшого кола читачів усіх рівнів і профілів освіти.